# Verona Volley
O Verona Volley, também conhecido como Rana Verona Volley por questões de patrocínio, é um time masculino de voleibol italiano sediado em Verona, na província homônima, localizada na região do Vêneto. Atualmente o clube disputa a SuperLega, a primeira divisão do campeonato italiano.

## Histórico
A equipe nasceu em 12 de junho de 2001 e é o resultado da fusão entre o API Volley Isola della Scala e o Pallavolo Verona. Conseguiu seu primeiro acesso a Série A em 2002–03 devido à não inscrição do Pallavolo Parma. O time de cidade de Verona alcançou a terceira colocação, se classificando para os playoffs, onde, porém, foi derrotado na final, em três jogos, pelo Sir Safety Perugia. Em 2008 ganhou sua segunda Copa da Itália da Série A2, sendo o primeiro clube da história a vencer esta competição duas vezes. Na temporada 2008–09 jogou na Série A1, depois que o Roma Volley renunciou às inscrições na liga principal.
Em 2016 conquista seu primeiro título continental ao vencer o russo Fakel Novy Urengoy com um duplo 3 sets a 2 nas finais da Taça Challenge de 2015–16.
Em 2020 o clube alterou seu nome para Blu Volley Verona, mais conhecido pela sigla NBV. Em junho de 2021 altera novamente o seu nome, desta vez para Verona Volley.

## Títulos

### Campeonatos continentais
Taça Challenge
- Campeão: 2015–16

### Campeonatos nacionais
Campeonato Italiano - Série A2
- Campeão: 2003–04
- Terceiro lugar: 2001–02, 2007–08

 Copa Itália - Série A2
- Campeão: 2003–04, 2007–08

## Elenco atual
Atletas selecionados para disputar a temporada 2022–23.
| Camisa                     | Nome               | Altura (m) | Posição    |
| -------------------------- | ------------------ | ---------- | ---------- |
| 1                          | Lorenzo Cortesia   | 2,02       | central    |
| 2                          | John Perrin        | 2,01       | ponteiro   |
| 3                          | Giulio Magalini    | 1,96       | ponteiro   |
| 5                          | Maksim Sapozhkov   | 2,20       | oposto     |
| 7                          | Raphael Vieira (C) | 1,90       | levantador |
| 9                          | Noumory Keita      | 2,06       | ponteiro   |
| 11                         | Aleks Grozdanov    | 2,05       | central    |
| 12                         | Mads Jensen        | 2,09       | oposto     |
| 13                         | Luca Spirito       | 1,99       | levantador |
| 15                         | Pietro Bonisoli    | 1,82       | líbero     |
| 18                         | Leandro Mosca      | 2,09       | central    |
| 19                         | Rok Možič          | 2,00       | ponteiro   |
| 20                         | Marco Gaggini      | 1,84       | líbero     |
| 21                         | Andrea Zanotti     | 1,95       | central    |
| Técnico: Radostin Stoychev |                    |            |            |